# Movimiento por la Autonomía de Silesia
El Movimiento por la Autonomía de la Silesia (RAŚ, en silesiano: Ruch Autōnōmije Ślōnska, en polaco: Ruch Autonomii Śląska) es una organización silesiana, de carácter regionalista, que se esfuerza en recuperar la autonomía de la región de Alta Silesia.
Fue fundada en el año 1990 en Rybnik (Polonia).

## Historia
La autonomía de la voivodia de Silesia fue reconocida por la Ley Constitucional aprobada por el Parlamento de la República de Polonia en el 15 de julio de 1921. A partir de entonces, durante el período de entreguerra, la región de Silesia poseyó el Gobierno autonómico, el Parlamento y el Tesoro Público. 
La autonomía silesiana fue borrada en el momento de la entrada de las tropas alemanas en 1939. Efectivamente, fue suprimida por el decreto del nuevo gobierno comunista en 1945. Durante el período de la posguerra, el gobierno de la República Popular de Polonia continuó represiones frente a los habitantes autóctonos de Silesia, tratándoles como polacos germanizados, y, aplicando la política de la unificación que se refería, entre otras cosas, a la lucha contra la lengua silesiana. 
Después de la caída del régimen comunista en 1989, los silesianos aprovechando los beneficios de la democracia formaron en enero de 1990 el Movimiento de la Autonomía de Silesia.

- Datos: Q637464